# Метитепин
Метитепин (ИНН), также известный как метиотепин — лекарство, которое является неселективным антагонистом для многих типов серотониновых и дофаминовых рецепторов. Он является типичным антипсихотиком и имел применение в качестве такового, однако больше употребляется как исследовательское вещество для изучения функции дофаминовых и серотониновых рецепторов.